# Balázs Balogh
Balázs Balogh (Budapest, 11 giugno 1990) è un calciatore ungherese, centrocampista del Paks.

## Palmarès

### Club

#### Competizioni nazionali
- Coppa d'Ungheria: 2

Paks: 2023-2024, 2024-2025